# Gustavo Ponce

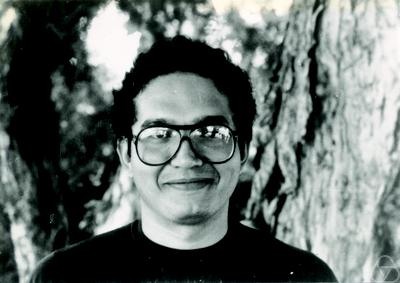
Gustavo Ponce (1982)

Gustavo A. Ponce (* 20. April 1952 in Venezuela) ist ein venezolanischer Mathematiker.

## Leben
Ponce studierte an der Universidad Central de Venezuela mit dem Bachelor-Abschluss 1976 und am Courant Institute of Mathematical Sciences of New York University mit dem Master-Abschluss 1980 und der Promotion 1982 bei Sergiu Klainerman (und Louis Nirenberg, Dissertation Long time stability of solutions of nonlinear evolution equations). Er war ab 1976 Instructor und 1984 bis 1986 Assistenzprofessor an der Universidad Central de Venezuela, 1982 bis 1984 Gastdozent in Berkeley, ab 1986 Assistant Professor an der University of Chicago, ab 1989 Associate Professor an der Pennsylvania State University und ab 1991 Professor an der University of California, Santa Barbara.
Er war Gastprofessor am IMPA, am Institute for Advanced Study (2004), am MSRI, der Universität Paris-Süd, an der Universität Bonn, dem Institut Henri Poincaré, an der Universität des Baskenlandes und der Autonomen Universität Madrid.
Ponce befasst sich mit nichtlinearen partiellen Differentialgleichungen (PDE) unter Verwendung von Methoden der harmonischen Analysis und mit Blick auf das qualitative Verhalten von Lösungen von PDE der mathematischen Physik wie den Euler- und Navier-Stokes-Gleichungen der Hydrodynamik.
Er war 1998 Invited Speaker auf dem Internationalen Mathematikerkongress in Berlin (On nonlinear dispersive equations). 2012 wurde er Fellow der American Mathematical Society.

## Schriften
- mit Felipe Linares: Introduction to nonlinear dispersive equations, Springer, 2. Auflage 2015
- mit Sergiu Klainerman: Global, small amplitude solutions to nonlinear evolution equations, Comm. Pure Appl. Math., 63, 1983, S. 133–141
- mit Tosio Kato: Commutators estimates and the Euler and Navier-Stokes equations, Comm. Pure Appl. Math., Band 41, 1988, S. 891–907
- mit  Jose F. Linares: On the Davey-Stewartson systems, Annales de l'I.H.P. Analyse non lineaire, Band 10, 1993, S. 523–548
- mit Carlos Kenig, Luis Vega: A bilinear estimate  with applications to KdV equation, Journal Amer. Math. Soc., Band 9, 1996, 573–603
- mit Kenig, Vega: Smoothing effects and local existence theory for the generalized nonlinear Schrodinger equations, Inventiones  Math., Band 134, 1998, S. 489–545
- mit Kenig, Vega: The Cauchy problem for quasi-linear Schrodinger equations, Inventiones Math, Band 158, 2004, S. 343–388
- mit Carlos E. Kenig, C. Rolvung,  Luis Vega: Variable coefficient Schrödinger flows for ultrahyperbolic operators,  Advances in  Math., Band 196, 2005, S. 373–486
- mit A. A. Himonas, G. Misiolek, Yong Zhou: Persistence Properties and Unique Continuation of  solutions of the Camassa-Holm equation, Comm. Math.  Phys., Band 271, 2007, S. 511–522
- mit Luis Escauriaza, Carlos E. Kenig, Luis Vega: On uniqueness properties of solutions of Schrödinger equations, Comm. PDE, Band 31, 2006, S. 1811–1823